# Brzeźnica (województwo wielkopolskie)
Brzeźnica (też: Brzeźnica Krajeńska) – wieś w Polsce położona w województwie wielkopolskim, w powiecie złotowskim, w gminie Jastrowie.
Wieś królewska starostwa wałeckiego, pod koniec XVI wieku leżała w powiecie wałeckim województwa poznańskiego.
We wsi znajdują się dwa kościoły filialne parafii Sypniewo. Kościół szachulcowy pw. św. Piotra i Pawła, budowany w latach 1847-48 na miejscu drewnianego z wieżą nakrytą wysmukłym hełmem. W środku bogato rzeźbiony późnorenesansowy ołtarz z XVII wieku. Drugi, poewangelicki, neogotycki pw. Chrystusa Króla z 1910 roku, poświęcony jako katolicki w 1949 roku. Wewnątrz polichromia z lat 1963-64, wykonana przez Henryka Domurata z Poznania.
W latach 1954–1959 wieś należała i była siedzibą władz gromady Brzeźnica, po jej zniesieniu w gromadzie Sypniewo. 
W latach 1975–1998 miejscowość administracyjnie należała do województwa pilskiego.